# Гольдвассер, Шафи
Шафи Гольдвассер (англ. Shafi Goldwasser, ивр. שפרירה גולדווסר‎ (שפי); род. 1958) — израильско-американская учёная, исследовательница в области теории вычислительных систем, лауреат премии Тьюринга 2012 года. Является профессором по электротехнике в Массачусетском технологическом институте и по математике в институте Вейцмана.
Член Национальной академии наук США (2004), Национальной инженерной академии США (2005), иностранный член Российской академии наук (2016).

## Биография
Гольдвассер получила степень бакалавра по математике в университете Карнеги — Меллон в 1979 году, после чего поступила в Калифорнийский университет в Беркли, где получила степени магистра (1981) и доктора философии по информатике (1984).
После защиты преподавала в Массачусетском технологическом институте, а с 1993 года — дополнительно в институте Вейцмана.

## Премии и награды
- 2017 — ACM Fellow[9]
- 2017 — BBVA Foundation Frontiers of Knowledge Award[10]
- 2017 — Почётный доктор университета имени Бар-Илана.
- 2016 — Почётный доктор Хайфского университета.
- 2016 — Член Израильской академии естественных и гуманитарных наук.
- 2012 — Премия Тьюринга за новаторские работы по вероятностному шифрованию[англ.] (в том числе, первую вероятностную криптосистему с открытым ключом) и работы по применению доказательств с нулевым разглашением в криптографических протоколах[11].
- 2011 — Премия Эмануэля Пиора[12]
- 2010 — Медаль Бенджамина Франклина[13][14]
- 2001 — Премия Гёделя[15]
- 1998 — RSA Award for Excellence in Mathematics[англ.][16]
- 1996 — Премия имени Грейс Мюррей Хоппер[9]
- 1993 — Премия Гёделя[17]